# Spirillinida
Ordre
Les Spirillinida sont un ordre de foraminifères de la classe des Tubothalamea.

## Liste des familles
Selon World Register of Marine Species (2 septembre 2016) :
- sous-ordre des Ammodiscina
  - super-famille des Ammodiscoidea Reuss, 1862
    - famille des Ammodiscidae Reuss, 1862
- sous-ordre des Spirillinina
  - famille des Patellinidae Rhumbler, 1906
  - famille des Planispirillinidae Piller, 1978
  - famille des Spirillinidae Reuss & Fritsch, 1861